# 1476

## Události

### Probíhající události
- 1455–1487 – Války růží
- 1467–1477 – Válka Ónin
- 1468–1478 – Česko-uherské války

## Narození
- 19. května – Helena Moskevská, polská královna a litevská velkokněžna jako manželka Alexandra Jagellonského († 1513)
- 28. června – Pavel IV., papež († 1559)
- 22. července – Ču Jou-jüan, čínský princ z dynastie Ming († 13. července 1519)
- 11. září – Luisa Savojská, francouzská vévodkyně, matka francouzského krále Františka I. a regentka Francie († 1531)
- ? – Juan Sebastián Elcano, španělský mořeplavec († 1526)
- ? – Juan Borgia, syn papeže Alexandra VI († 14. června 1497)
- ? – Ayşe Hatun, manželka osmanského sultána Selima I. († 1539)
- ? – Cuitláhuac, aztécký vládce († 1520)

## Úmrtí
- 5. července – Martín Alonso de Córdoba, španělský augustinián, spisovatel a teolog (* 1400)
- 6. července – Regiomontanus, německý matematik, astronom a astrolog (* 1436)
- 19. července – Hans Böhm, německý lidový kazatel (* kolem 1458)
- 4. prosince – Zdeněk Konopišťský ze Šternberka, český šlechtic, nejvyšší hejtman a královský diplomat (* asi 1420)
- 21. prosince – Isabela Nevillová, vévodkyně z Clarence, hraběnka z Warwicku (* 5. září 1451)
- 26. prosince – Galeazzo Maria Sforza, milánský vévoda (* 1444)
- prosinec – Vlad III. Dracula, valašský kníže (* 1431)
- ? – Alžběta Würtemberská, německá šlechtična (* ?)

## Hlavy států
- České království – Vladislav Jagellonský – Matyáš Korvín
- Svatá říše římská – Fridrich III.
- Braniborské markrabství – Albrecht III.
- Meklenburské vévodství – Jindřich IV. der Dicke
- Rýnské falckrabství – Fridrich I. Falcký – Filip Falcký
- Vlámské hrabství – Karel Smělý
- Papež – Sixtus IV.
- Řád německých rytířů – Jindřich VII. Reffle z Richtenberka
- Anglické království – Eduard IV.
- Skotské království – Jakub III.
- Dánsko – Kristián I. Dánský
- Francouzské království – Ludvík XI.
- Bretaňské vévodství –  František II. Bretaňský
- Polské království – Kazimír IV. Jagellonský
- Uherské království – Matyáš Korvín
- Litevské velkoknížectví – Kazimír IV. Jagellonský
- Norsko – Kristián I. Dánský
- Portugalsko – Alfons V.
- Švédsko – regent Sten Sture
- Rusko – Ivan III. Vasiljevič
- Kastilie – Isabela Kastilská
- Aragonské království – Jan II. Aragonský
- Navarrské království – Jan I. Navarrský